# Дијего Веласкез
Дијего Веласкез (шп. Diego Velázquez; Севиља, 6. јун 1599 — Мадрид, 6. август 1660), био је шпански барокни сликар. Заједно са Ел Греком и Франсиском Гојом чини сам врх шпанског сликарства.
Веласкез је рођен у Севиљи, и био је најстарији од осморо деце. Оба његова родитеља су била из нижих друштвених слојева. Између 1611. и 1617. Веласкез је радио као шегрт Франсиска Пачека (Francisco Pacheco), севиљског сликара маниристичког стила, који је био аутор расправе „Умеће сликања“ из 1649, и који је постао Веласкезов свекар. Током својих студентских дана Веласкез је усвојио најпопуларнији начин савременог сликарства, усвојеног делимично од стране фламанских и италијанских реалиста.

## Прве године у Севиљи
Дијего Родригез де Силва и Веласкез крштен је 6. јуна 1599. у цркви Сан Педро из Севиље. Његови родитељи Хуан Родригез де Силва, рођен у Севиљи, и Херонима Веласкез, рођена такође у Севиљи, венчали су се у истој цркви Сан Педра. Дијего, њихово прворођено дете, најстарији је од њихово осморо деце. Дијего, као и његов брат Хуан, који је такође био сликар, прихватио је мајчино презиме по обичају које потиче из Андалузије, иако се половину свог живота потписивао као Силва Веласкез, користећи друго очево презиме.
Севиља у којој се Дијего формирао као сликар, била је најбогатији и најнасељенији град у Шпанији. Севиља је имала важну колонију са фламанским и италијанским трговцима. Такође је била црквено седиште од великог значаја и располагала је великим уметницима.
Веласкезов таленат је процветао у раном узрасту. Тек што је напунио 10 година, по Антонију Паломину (Antonio Palomino) почео је своју обуку у радионици Франсиска Ерера Старијег (Francisco Herrera el Viejo) престижног сликара Севиље у XVII веку, али са лошим карактером који млади Дијего није могао носити. Боравак у радионици Ерера који није био документован, вероватно је био на кратко. У октобру 1611. Хуан Родригез (Juan Rodríguez) потписао је „писмо о учењу“ Дијега са Франсиском Пачеком, обавезујући се на 6 година, почевши од децембра 1610. године.
У Пачековом атељеу Дијего је повезао црквене и интелектуалне амбијенте Севиље. Веласкез је тада стекао своју прву техничку обуку и естетске идеје.
Пачеко је био човек широких схватања и аутор значајног дела „Уметност сликарства“ који за његовог живота није био објављен. Као сликар био је доста ограничен, верни пратилац модела које су поставили Рафаел (Rafael) и Микеланђело (Miguel Ángel), интерпретирани на тежак начин. Међутим, као сликар, стварао је одличне портрете оловком. Пачеко је познатији по својим написаним делима и по томе што је био учитељ Веласкезу, него као сам сликар. У свом важном делу, које је објављено након његове смрти 1649. године, суштински се ради о упознавању живота сликара тог периода. Показује своје дивљење делима свог зета и похваљује дела мртве природе са фигурама обележеним натуралистичким обележјима које је сликао у раном периоду живота. Имао је велики утицај у кругу свештенства и био је јако утицајан у круговима севиљанских књижевника.
Тако је Пачеко описао тај период учења: „Са овом доктрином (са цртежа) се формирао мој зет Дијего Веласкез де Силва“ поставши младић, којем је послужило као модел у различитим ситуацијама и позицијама, смех, плач, не опростивши понеку тешкоћу. Најпознатије слике овог периода су „Старица пржи јаја“ и „Водоноша из Севиље“.
Карл Хусти, велики специјалиста за сликарство, сматрао је да је кратко време које је провео са Ерером требало да изазове почетни импулс који му је дао величанственост и јединственост. Требало је да му покаже „слободу руке“, коју Веласкез неће достићи све до каснијих година у Мадриду. Вероватно му је његов први учитељ послужио као пример у потрази за сопственим стилом. У првим радовима, Дијего, прати оригинални модел. Наставио је своје учење са потпуно другачијим учитељем. Као што је Ерера био јако темпераментан уметник, тако је Пачеко био образован сликар, који је највише ценио православље. Хусти је закључио да је Пачеко вршио мањи утицај на Дијега.

## Почеци сликања
Након завршеног периода учења, 14. марта 1617. године, полагао је испред Хуана де Еуседе и Франсиска Паћека испит који му је дозвољавао да се прикључи еснафима сликара из Севиље. Добио је дозволу да практикује своју уметност у целом краљевству као „мајстор маште и уља“ као и да поседује радњу и запосли ученике.
Пре него што је напунио 19 година, 23. априла 1618. године оженио се са ћерком Франсиска Паћека, Хуаном, која је тада имала 15 година. У Севиљи су се родиле њихове две ћерке : Франсиска и Игнасиа.
Његова велика особина као сликара манифестовала су се у његовим првим делима са само 18 и 19 година, мртве природе, у делима као што су „Три човека за столом“ или „Старица пржи јаја“.
У овим раним годинама развио је изванредно мајсторство у којем је откривена његова заинтересованост за имитацијом природе, добијајући презентацију рељефа и квалитета, технике кјароскуро која подсећа на Каравађов натурализам, иако није сигурно да је млади Веласкес стигао да упозна ни једно дело италијанског уметника.
На његовим сликама јака светлост је усмерена ка једносноствним објектима који су смештени у центра слике. Такође, Веласкес је први могао да препозна радове Ел Грека.
Веласкесове најраније слике показују јаку наклоност натурализму, као нпр. „Оброк“ из 1617. године који би могао бити један од његових најранијих радова као независног мајстора, после положеног испита пред еснафским удружењем. Ова слика припада једној од три категорије - кухињским сценама, који заједно са религиозним сценама и портретима могу бити сврстани у ране Веласкесове радове, које је створио између 1617. и 1623. године. У овим сценама из кухиње, Веласкес комбинује неколико ликова са објектима из свакодневног живота, и успева да их крајње природним начином приказивања и феноменалним комбиновањем светла и сенке неизбежно постави раме уз раме са делима Италијана Каравађа. Веласкесове религиозне представе, приказе једноставне побожности, представљају портрете људи које је свакодневно виђао на улицама Севиље, наводи његов биограф. У "Поклоњењу мудраца" на пример, приказао је целокупну своју породицу у форми библијских фигура, укључујући и себе.
Веласкес је био добро упознат са члановима интелектуалних кругова Севиље. Паћеко је био директор неформалне хуманистичке академије, на чијим је скуповима млади уметник био упознат са песником Арготом, чији је портрет насликао 1622. године. Овакво познанство је постало јако битно за касније Веласкесове радове на митолошким и неокласичним субјектима.

## Живот у Мадриду
У својој првој посети Мадриду, настала је слика “Гонгорин портрет”.
1621. године у Мадриду, преминуо је Филип III и нови монарх, Филип IV фаворизовао је племића из севиљске породице, Гаспара Гусмана, касније грофа-војводу од Оливареса, који је за кратко време постао краљев миљеник. Веласкесово прво путовање у Мадрид било је пролећа 1622. године. Требало је да буде представљен Оливаресу од стране Хуана де Фонсеке или Франсиска Рохе међутим краљу га је представио Луис де Гонгора, јер се сликар већ вратио у Севиљу.
Портрет инфанта Дон Карлоса представља мешвину елеганције и строгоће и контраст осветљености са мраком у позадини. Захваљујући Фонески, Веласкес је могао да приступи краљевским делима великог квалитета где су Карлос I и Филип II окупили слике Тицијана, Вероне, Тинторета и Басана.
Убрзо потом, Паћекови пријатељи на челу са Хуаном Фонеском постигли су то да гроф-војвода прикаже Веласкеса краљу. Све је указивало на то да ће млади монарх, који је шест година млађи од Веласкеса и који је ишао на часове цртања код Хуана Баутисте умети да цени уметнички таленат севиљана. Последица тог првог сусрета са краљем била је у октобру 1623. године када је наређено да се резиденција премести у Мадрид, када је Веласкес проглашен за главног краљевог сликара, који је добијао двадесет дуката месечно, замењујући Родрига Виљандранду, који је преминуо претходне године.
Слика под називом „Пијанци“, настала у периоду од 1628. до 1629. и сматра се Веласкесовим ремек делом тог доба. Сјај голих тела и присуство пејзажа у позадини показују еволуцију у техници сликаревог цртања. Од марта 1627. плата му је повећана на 350 дуката, након положене заклетве, а од 1628. године заменио је и Сантијага Морана, поставши најпознатији сликар у краљевству, и најангажованији је био око сликања краљевских портрета који представљају веома битан фактор у његовом развитку. Други део његовог запослења обухватао је дела која су подразумевала декорацију краљевских палата што му је дало поприличну слободу у одабиру тема и њиховом представљању, слободу коју тада ниједан други сликар није имао. Од тренутка када је крочио на двор, прихватао је само захтеве утицајних људи и бавио се све већим делима која су све до данас остала упамћена. Од свих дела из овог периода највише се издваја слика „Пијанци“, која спада у његово прво митолошко дело, које је у јулу 1629. године наплатио 100 дуката. Такође се издваја портрет Дон Карлоса који се данас налази у музеју Прадо у Мадриду.
Његова техника у овом периоду највише се заснива на светлости у односу на боје и саму композицију. Негде је истицао интелигенцију, дискрецију, лепоту, отуђеност, јачу светлост да би истакао лица, и за сваку слику различито, а опет, једнако добро.
1628. у Мадрид долази Рубенс, који постаје близак Веласкесов пријатељ и велика инспирација у даљем стварању. Рубенс је сликао више алегорично док је Веласкез покушавао у свакој слици да истакне моћ присуства. Годину дана се задржао у Мадриду али се њихово пријатељство наставило и касније.

## Прво путовање у Италију
Дакле, након одласка Рубенса на двор Шпаније и највјероватније под његовим утицајем, Веласкез је тражио од краља дозволу да путује у Италију на усавршавање. Дана 22. јула 1629. године био је награђен за путовање двогодишњом платом од 480 дуката и такође је имао на располагању 400 дуката за исплату неколико слика. Веласкез је путовао са слугом, а имали су писма препоруке властима за места која је хтео да посети.
Ово путовање у Италију било је одлучујућа промена у његовом сликарству. Од прошлог века многи европски уметници су путовали у Италију у срце европског сликарства задивљујућег за све. Поред тога, Веласкез је био сликар краља Шпаније и зато су му била отворена сва врата да види радове који су били доступни само привилегованима.
Он је напустио луку Barcelona en la nave de Espínola, Junitese генерала у служби шпанског краља, који се вратио у домовину. Августа 23. 1629. брод је стигао у Ђенову, где је зауставио марширање у Венецију, где је шпански амбасадор успео да посети велике уметничке колекције разних палата. Као Паломино он је копирао радове Тинторета. Како је политичка ситуација у граду била деликатна, остао је кратко и кренуо до Ферара, где ће се сусрести са сликарством Ђорђонеа, у смислу да је произвела рад овог великог непознатог иноватора.
Након Кента био је заинтересован за рад Герсина, који је сликао доста белом светлошћу, третирао религиозне личности као обичне ликове и био велики пејзажиста. Рад Герсина је био најкориснији Веласкесу да пронађе свој лични стил.
У Риму, кардинал Франческо Барберини, који је имао прилику да слика у Мадриду, под условом да уђе у собе Ватикана, провео је доста дана копирајући фреске Микеланђела и Рафаела. Након тога је прешао у Вилу Медичи на периферији Рима, где је копирао своју колекцију класичне скулптуре. Он није само проучавао старе мајсторе; у то време у Риму су били велики сликари барока Пјетро де Кортона, Андреа Сачи, Никола Пусен, Клаудио де Лорена и Ђан Лоренцо Бернини. Не постоје директни докази да је Веласкез био у контакту са њима, али постоје јаке индиције да се упознао са токовима уметности у Риму.
Асимилација италијанске уметности у стилу Веласкеза се види у „La fragua de Vulcano“ и „La túnica de José“, сликане у том тренутку на сопствену иницијативу без употребе прилагођеног платна. У „La fragua de Vulcano“, иако још увек постоје елементи севиљског периода, видљиве су индиције раскида са његовим претходним стилом. Неке од ових промена примећене су у обради простора: транзиција ка позадини је мекана а интервал између фигура је веома мерљив.
У Риму је такође насликао два мала пејзажа у башти виле Медичи: Улаз у пећину и Павиљон Клеопатре-Аријадне, али не постоји сагласност међу историчарима о времену њихове израде. Они који тврде да је могао да их наслика током првог путовања, међу којима је сам Лопез-Реј, ослањају се на то да је сликар боравио у вили Медичи у лето 1630. године, док је већина стручњака за то да се датум помери на друго путовање. 
По Панторби, предложено је снимање две пролазне „импресије“ на начин који је извршио Моне два века касније. Стил ових слика је често упоређиван са римским пејзажима које Коро слика у 19. веку. Новина ових предела лежи не толико у питањима већ у њиховом спровођењу. Студије природних пејзажа су се ретко користиле, осим код неких холандских уметника настањених у Риму. Нешто касније Клаудио де Лорена је такође на тај начин радио неке познате цртеже. За разлику од свега тога Веласкез би директно користио уље, ослањајући се на своју неформалну технику цртања.
Веласкез је у Риму остао све до јесени 1630, и вратио се у Мадрид преко Напуља где је направио портрет краљице Мађарске (Музеј Прадо). Ту је упознао Хозе де Риберу, који је познат по својој сликарској пуноћи.

## Повратак у Шпанију
Доласком у Мадрид, враћа се свом послу дворског сликара осликавањем болне сцене у „Принцу Балтазару Карлосу са патуљком“, која приказује смрт младог принца. 1643. он осликава собу трона у новој палати Буен Ретиро, чије је сликарство базирано на дванаест представа битака у којима је шпанска војска тријумфовала.
Друга Веласкесова серија слика из 1630. је група портрета краљевске породице у лову, за Торе де ла Прада, ловачку кући у близини Мадрида. Веласкес је насликао и неколико религиозних сцена у току ангажмана за краљевску породицу, као што су „Св Антоније и Павле“ и „Безгрешно зачеће“.
Године 1631, враћа се свом главном послу у Мадриду, сликању краљевских портрета. Слика портрет принца Балтасара Карлоса, кога је насликао у најмање 6 прилика. Основао је радионицу у Алказару и имао помоћнике. У 1631. у његову радионицу долази млади асистент од 20 година, Хуан Баутиста Мартинез дел Мазо. Оженио се 21. августа 1633. са најстаријом ћерком Веласкеса, Франсиском, која је тада имала 15 година. У неким сликама, Веласкес поједностављује уметност, што доводи до увођења дубљег смисла коришћењем светлосних ефеката око објеката који су на слици. Одлична техника и инстинкт да се изабере доминантан и главни објекат су оно што омогућавају посматрачу да увиди сваку боју и детаљ у њиховој правој димензији и изгледу.
1643. је био један од људи најближих монархији. После овога наилази серија несрећних околности: смрт оца, пад са положаја краљевског миљеника и смрт краљице Елизабете и кнеза Балтасара Карлоса.

## Друго путовање у Италију
Веласкез је дошао у Малагу почетком децембра 1648. године, одакле је испловио са једном мањом флотом 21. јануара 1649. у правцу Ђенове остајући у Италији све до средине 1651. године у циљу да сакупи древне слике и скулптуре за краља. Такође је требало да унајми Пијетра да Котрону да наслика фрескама неколико просторија које су се реновирале у Real Alcázar de Madrid. Пошто није могао да набави древне скулптуре, морао је да се задовољи полупразним бронзаним копијама које је наручио, или моделима добијеним од познатих оригинала. Није успео ни да убеди Пијетра де Котрону да реализује фреске за Алкасар, и уместо њега је унајмио Анхела (Angelo Michele Colonna) и Агостина Митељиа, експерте trampantojo сликарства.
Путовао је тражећи слике древних мајстора, бирајући скулптуре које ће да копира и тражећи дозволу да то уради. Опет је пропутовао Италију у две фазе: прва га је одвела чак у Венецију, где је прибавио дела сликара Тинторета за шпанског монарха, друга да води у Рим и Напуљ где се поново среће са Рибером и обезбеђује средства пре повратка у Град Етерна (Ciudad Eterna). 
У Риму, почетком 1650, бива изабран за члана две главне организације уметника : Academia de San Lucas у јануару и Congregazione dei Virtuosi del Panteón, 13. фебруара. Пошто је био члан Congregazione dei Virtuosi del Panteón имао је право да изложи радове на трему Пантеона, 19. марта, на дан Светог Хосеа када је изложио портрет Хуана де Парехе.
О Хуану се зна да је био Веласкезов роб и помоћник, те да је био мавар “мешовите генерације и чудне боје”. Није познато у ком моменту је могао да ступи у контакт са маестром, али је 1642, као сведок, потписао пуномоћ Веласкезу. Био му је сведок поново 1647, а затим и 1653. потписујући овај пут пуномоћ да се састави тестамент Франсиске Веласкез, сликареве кћерке.).
Пареха је помагао Веласкесу у механичким пословима, као што су припрема боја или платна, без дозволе учитеља, због достојанства уметности, да се икада меша у сликање или цртање. Ипак Пареха га је научио да слика кришом.
1649. је пошао са Веласкезом на његово друго путовање у Италију, где га је портретисао. По неком документу, објављеном 23. новембра 1650. године, још увек у Риму, прихватио је обавезу да служи сликару још четири године.
Најважнији портрет који је насликао у Риму, био је портрет папе Иноћентија X. Gombrich сматра да је Веласкес требало да осети велики изазов који представља сликање папе и да буде свестан поређења са портретима које су насликали Тицијан и Рафаел, на којима су претходне папе, а који се сматрају ремек-делима, да ће бити запамћен али и упоређиван са овим мајсторима. Веласкез је урадио изузетан портрет, са сигурним изразом папе, и квалитетним приказом његове одеће. Велики успех који је постигао овим портретом навео је и друге чланове свештеничке курије да затраже портрет насликан баш Веласкезовом руком.
Једна од најзначајнијих његових слика за коју се сматра да је настала у овом периоду је „Венера пред огледалом“ (Venus del Espejo). Она представља римску богињу љубави, лепоту и плодност. Богиња је испружена на свом кревету, обнажена одмара у постељи и посматра свој лик у огледалу које придржава њен син Купидон. Веласкес не третира фигуру као богињу већ као обичну жену. Ова слика је променила много власника а тренутно се налази у Националној галерији у Лондону.

## Каснији радови
Краљ Филип захтевао је његов повратак, и Веласкес се након посете Напуљу и своме пријатељу Хосеу Рибери, вратио 1651. године у Мадрид. Са собом је донео много слика и око 300 скулптура које су нестале након Филипове смрти. Исабела Боурбонска је умрла 1644. године и краљ се поновно оженио Маријаном Аустријском, коју је Веласкес радо сликао.
Веласкес је избегао прогон шпанске инквизиције због своје слике La Venus del espejo. То је једини женски акт који је насликао Веласкес, једини који је очуван. У Шпанији су углавном била два промотера уметности: Црква и Двор. Бартоломе Естебан Муриљо је био уметник којег је волела црква, док су Веласкеса подржавали благонаклони престолонаследници. Главна разлика је на крају била у томе што је Муриљу, финансираном од богате и моћне цркве, остало тек мало новаца за његов погреб, док је Веласкес живео и умро са свим благодатима добре плате и смештаја.
Једна од инфанта (принцеза), Маргарита, најстарија ћерка нове краљице је главни лик слике Las Meninas (1656, Мале дворске даме), Веласкесово ремек дело. Настала четири године пре његове смрти, ово је водеће дело европског барока. Гледајући слику, није јасно шта је заправо тема слике. Једна од могућности јесте да је сликар убацивши бледи портрет краља и краљице на супротни зид, проницљиво предвидео пад шпанског царства који ће наступити након његове смрти. Друга могућност (ближа истини) каже да је то огледало, те да је слика тако насликана да су посматрачи слике на месту краља и краљице, те се њихов одраз види у огледалу на крају собе. Сматра се да је сам краљ насликао медаљу “Cruz Roja” (Црвени крст) Реда Светог Јакова (Santiago) на сликаревим грудима како се данас може видети на слици. 
Веласкесови последњи портрети, краљевска деца, су међу његовим најбољим делима. Они укључују принцезу Маргариту у плавој хаљини и једини очувани портрет болежљивог принца Филипа Проспера. На њима је видљива комбинација нежних линија карактера с суптилним осећајем исијавања. Уметникове касне слике су посебне због необично вештог и животног баратања бојом и светлошћу.
Године 1660, потписан је споразум између Француске и Шпаније који је потврђен браком Марије Терезе и Луја XIV. Веласкес је био унајмљен за декорацију шпанског павиљона, где се одржало венчање, и привукао је страшну пажњу племића својим сценским костимима и укупном декорацијом. По повратку у Мадрид, у септембру, погодила га је грозница и наслутивши свој крај он је написао тестамент у коме све оставља у рукама своје жене и свог пријетеља Фуенсалида, чувара краљевског архива. Преминуо је 6. августа 1660. године. Сахрањен је у гробници Fuensalida у цркви San Juan Bautista, а у року од само осам дана његова је жена Хуана сахрањена поред њега. Нажалост ова је црква уништена у француском бомбардовању 1811, тако да његово последње почивалиште није познато. 

## Веласкезова техника
Техника једног сликара једна је од мистерија уметничког стварања. У 17. веку сви уметници су коритили практично исте материјале, који су били доста једноставни, понекад чак и рустични. За подлогу слика углавном се користило платно, а боје, пигменти и везива, прављене су комбиновањем органских и неорганских супстанци. Ипак, постигнути резултати ових сликара, знатно су се разликовали. Разлике свакако потичу од визије сваког уметника о могућностима његове уметности; другим речима, његове сликарске интелигенције. Што је та визија храбрија, амбициознија и оригиналнија, сликар ће морати више да експериментише са основним материјалима и техникама извођења. Отуда непогрешива повезаност између савладавања техничких вештина и узвишености уметности.
Веласкез је један од уметника који је савршен пример овог синхронизма. Кроз пут покушаја и грешака, тј., властитих експеримената, дошао је до маштовите технике која му је омогућила да рекреира и освежи своју визију света. 
За подлогу својих слика Веласкез је, као и већина других савремених сликара, користио платно чија се употреба раширила на почетку 16. века. За разлику од дрвених плоча које су нарочито користили фламански али и други рани мајстори сликања уљем, платно је било ефикаснија подлога за приказ нових уметничких и естетских идеја, развој нових техника потребних за реализацију великих композиција. Попут других сликара времена, Веласкез је пажљиво бирао своје платно, знајући да његова различита ткања и текстуре могу значајно променити ефекат довршеног дела. Преферирао је платна од лана и конопље, користећи прво у средњој, а оба мање-више подједнако у раним и касним фазама своје каријере. Избор је зависио од тога како је предвидео да препарира површину, али и од начина на који је одлучио да изведе композицију. Другим речима, платно је бирао у складу с тим како ће се уклопити у коначни резултат, јер и препаратура и сликани слојеви морају бити уједињени с подлогом слике.
У Веласкезово време, да би се спречило прерано пропадање подлоге, обичај је био да се сликама на платну дода подстава, тј., на полеђину слике налепи друго платно, обично туткалном смесом коју су Шпанци звали гача (gacha). У малобројним делима где ово није рађено, полеђина пружа „поглед иза кулиса” на Веласкезов начин рада. Могу се видети потези намењени уклањању вишка боје са четкице, а у неким случајевима и саме препаратуре избијају на полеђину. Такође су видљиви шавови додатака, учестале праксе времена, као и различити натписи у време израде дела, које није увек уметник лично исписивао. Међутим, пошто је већина Веласкезових дела обложена подставом, једини начин да се проучава његова техника је путем рендгенских снимака (икс-зрака) или, у неким случајевима проучавањем рубова сликане површине савијених преко рама на који је слика натегнута.
У 17. веку било је уобичајено да се платно прво импрегнира, односно засити слојем туткала. Затим се наносила главна препаратура, обично једноставне боје, на коју је ишао сликани слој. У сликама Веласкезове севиљске фазе, препаратура је била у средњем окер тону, одговарајући оном што је Пачеко звао „севиљска земља” (tierra de Sevilla). 
У раздобљу између његовог доласка у Мадрид, 1625. године и сликања Пијаница (или Победе Баха, како се слика још зове, 1629), Веласкез је користио друкчију врсту платна за подлогу. Било је то нешто грубље платно, равномерног ткања, са благим разликама у густини нити по квадратном центиметру. Реч је о врло једноставној тканини, познатој као тафт, коју је уметник користио до краја каријере. 
Током ове почетне фазе у Мадриду, Веласкез је такође променио препаратуре, понекад наносећи два слоја, тј. радећи двоструку или двослојну препаратуру. Код двоструке препаратуре први слој који је наносио био је смеса туткала, калцијум-карбоната са мало коштане црне. Други слој, који је често користио самостално код једноструке препаратуре, био је смеса туткала и пигмента једне црвене,тзв. ескивијске земље (tierra de Esquivias), уобичајене међу сликарима мадридске школе. Црвенкаста нијанса ових слојева имала је улогу препаратуре и имприматуре, јер су на њу касније постављане тамне нијансе боје.
За дело Пијанице (или Бахусова победа) Веласкез је изабрао платно с већом густином нити, а од тада је почео користити све финије подлоге. Препаратура је и даље била црвена земља, директно нанесена на туткалом импрегнирано платно. Од Вулканове ковачнице уметник прелази на платна високе густине ткања, која ће користити до краја. Након првог путовања у Италију, платна која је користио имала су густину од 18 до 20 нити по квадратном центиметру, у поређењу са 7 до 10 нити из претходних фаза. Међутим, употреба врста платна не показује једнообразност у било ком одређеном раздобљу. Неке слике из последње деценије, попут портрета Краљице Марије Аустријске, рађене су на платнима високе густине, док је платно за Младе племкиње отворенијег ткања. За подлогу портрета Иноћентија X, насликаног 1649. године, Веласкез је свесно одабрао венецијанско платно и тамну препаратуру, типичну за ову школу, у складу са венецијанским духом који је желео да унесе у дело. 
Током првог путовања у Италију, Веласкез је испробавао нове технике, чију се еволуцију може пратити у два историјска дела, Јаковин плашт и Вулканова ковачница. У првом, уметник је користио платно врло отвореног ткања — седам нити по центиметру — прекривено тамном препаратуром познатом као напуљска земља. Убрзо је схватио да ови материјали нису најпогоднији за постизање траженог светла у слици, па је у Вулкановој ковачници осмислио другачији поступак. Препаратура ове слике састоји се углавном од оловне беле, нанесене шпахтлом на платно у равномерним слојевима. 
Касније је Веласкез овај поступак уврстио у свој уобичајени начин рада. Мешајући оловну белу са малим количинама других пигмената, успевао је да постигне широк спектар тонова, укључујући сиве и светлосмеђе нијансе, иако се у неким случајевима бела појављује готово чиста. Препаратуре оловном белом стварају оптичку подлогу изузетне светлости, која је од Вулканове ковачнице постајала све прозирнија. Овај начин рада достиже врхунац у сликама за Салон краљевства, јер од тада сликар прилагођава препаратуру потребама сцена које слика. Међутим, наношење ових препаратура шпахтлом мења се у величини и облику потеза, како је Веласкезова каријера напредовала. На пример, у сликама из Салона краљевства и портретима Лакрдијаша потези су широки и неуједначени, док су у портретима краља, кардинала-инфанта и принца Балтазара Карлоса у ловачким оделима краћи и мање структурисани. У каснијим делима, попут дела Предиље и Младе племкиње, користи се иста техника, иако неправилнија, у наношењу препаратуре, што његовим радовима даје препознатљив идентитет. 
Једини изузеци појављују се у религиозним композицијама, у делима као што су Распеће Христово, Крунисање Богородице, Искушење светог Томе Аквинског или Свети Антун и Свети Павле пустињак, где је приметна већа посвећена пажња у наношењу препаратура, при чему се у неким случајевима користила четка у комбинацији са шпахтлом. Исти поступак примећује се и у одређеним портретима, Дијего де Аседа, звани Рођак, и портрет дворске луде, Дечака из Ваљекаса.
Привид прогресивне еволуције технике може бити обмањујући. Као у случају свих великих уметника, Веласкезов начин рада вођен је његовим инстинктом. Поред тога, околности су га понекад приморавале да одступи од зацртаног плана. Најбољи пример ових компликација вероватно су Пејзажи виле Медичи, који се не уклапају у описане смернице. Стручњаци дуго нису могли да се сложе око датирања ових слика. Неки сматрају да потичу из Веласкезовог првог путовања у Италију (1629—30), док их други смештају у друго путовање (1649—51). Техничко испитивање, иако није коначно, нагиње датуму око 1630. године. Обе слике су насликане на платну које је сликар користио у раним фазама свог рада, а препаратура је од „севиљске земље”, карактеристичне за те прве године. Међутим, уочено је да је почетна препаратура прекривена другим слојем сличним оном коришћеном у „Вулкановој ковачници”, заснованој на тонираној оловној белој. Из овога се закључује да је Веласкез променио мишљење о томе како жели да представи пејзаже, због чега је изменио и саму препаратуру платна. 
Као што пример јасно показује, Веласкезово стваралаштво се не може свести на оно што бисмо назвали „уско ограниченом техником”. Технички подаци морају бити повезани са  испитивањем стила и сликарског размишљања уметника. Као опште правило, и упркос неким изузецима, утврђено је да Веласкез није враћао уназад свој развој. Када је, на пример, одлучио да користи нову врсту платна или одређени начин препаратуре, одмах је престајао да користи претходне. 
Веласкез је скицирао основне линије композиције директно преко препаратуре слика, што значи да није радио припремни цртеж. Његов начин рада може се уочити у делима попут Портрета младог мушкарца, Пинакотека у Минхену, деценија 1620-их или Шивачица (La costurera), Национална галерија уметности у Вашингтону, деценија 1640-их, оба дела из временски удаљених периода. У првом делу, лева рука и врат јасно откривају ову врсту схематског цртежа, док је у другом цртеж делимично прекривен првим слојевима боје. Трагови ових скица понекад су видљиви инфрацрвеном рефлектографијом или у случајевима где је слој боје провидан или светао, или када постоје неке измене у почетној композицији.

## Галерија
- Веласкез, Јосиф и његова браћа
- Веласкез, Пијанице, или Бахусова победа
- Веласкез, Младе племкиње
- Веласкез, Предаја Бреде

### Живот и дело
- August L. Mayer, Velázquez: A Catalogue Raisonné of the Pictures and Drawings (1936), добро илустрован каталог Веласкeзових и дела његових сљедбеника.
- Enrique Lafuente, Velázquez: Complete Edition, превод са шпанског на енглески J.R. Carey и Neil Maclaren (1943), садржи уводни есеј праћен критичким каталогом, са репродукцијама свих слика и цртежа за које је аутор сматрао да су Веласкезова дела.
- José López-Rey, Velázquez: Catalogue Raisonné, 2 тома у 1 (1999) [ Том 1 (1996) и Том 2 (1996) ], потпун каталог са репродукцијама уметниковог дела.
- Antonio Gallego y Burín, Varia velazqueña: homenaje a Velázquez en el III centenario de su muerte, 1660–1960, 2 тома (1960);
- Instituto Diego Velázquez, Velázquez: homenaje en el tercer centenario de su muerte, уред. Diego Angulo Iñiguez (1960), садржи транскрипције свих познатих изворних материјала, биографских и документарних, који се односе на Веласкеза.
- Juan Antonio Gaya Nuño, Bibliografía crítica y antológica de Velázquez (1963, поновљено издање 1973), свеобухватна Веласкезова критичка библиографија, са аналитичким индексима — дело од великог значаја за проучавање уметника.

### Биографије
- Carl Justi (Karl Justi), Diego Velazquez and His Times, превод на енглески  A.H. Keane (1889, новије издање као Velázquez and His Times, 2006; изворно на немачком, 2 тома, 1888), класична монографија, старија, али још увек корисна и важна студија;
- Elizabeth Du Gué Trapier, Velázquez (1948), добро документован текст о животу и раду уметника који укључује не само већину информација објављених од објављивања Јустијеве књиге, већ и свеобухватну библиографију;
- Madlyn Millner Kahr, Velázquez: The Art of Painting (1976), опште дело;
- Maurice Sérullaz and Christian Pouillon, Velázquez (1981, ново издање 1987; изворно на француском, 1966), опште дело;
- Enriqueta Harris, Velázquez (1982);
- Jonathan Brown, Velázquez: Painter and Courtier (1986, прештампано 1988), нуди корисну библиографију и додатак о питањима атрибуције;
- Antonio Domínguez Ortiz, Alfonso E. Pérez Sánchez, и Julián Gállego, Velázquez (1989), добро илустрован каталог.
- Francisco Pacheco and Antonio Palomino, Lives of Velázquez, превод са шпанског на енглески (2006), излаже ставове двојице Веласкезових савременика.

### Дело и критика
- José Ortega y Gasset, Velázquez, Goya, and the Dehumanization of Art, превод са шпанског на енглески (1972), есеји о уметности са делом посвећеном Веласкезу;
- Barry Wind, Velázquez’s Bodegones: A Study in Seventeenth-Century Spanish Genre Painting (1987), испитивање уметникових раних дела;
- Gridley Mckim-Smith и др., Examining Velázquez (1988), проучавање Веласкезове технике традиционалним методама као и кроз рендгенску и инфрацрвену фотографију;
- David Davies и Enriqueta Harris, Velázquez in Seville, уред. Michael Clarke (1996);
- Jonathan Brown и Carmen Garrido, Velázquez: The Technique of Genius (1998), истраживање уметниковог стваралачког процеса.
- Suzanne L. Stratton-Pruitt (уред.), The Cambridge Companion to Velázquez (2002);
- Elena Ragusa (уред.), Velázquez (2006).

### Друго
- Miguel Morán Turina и Isabel Sánchez Quevedo, Velázquez, Catálogo Completo (1999, AKAL ediciones).
- Salort Pons, Salvador (2002). Velázquez en Italia. Madrid: Fundación de Apoyo a la Historia del Arte Hispánico. ISBN 978-84-932891-1-9.
- Brown, Jonathan (2003). Velazquez: The Technique of Genius. Neuausgabe. Yale University Press. ISBN 978-0-300-10124-9.
- Gombrich, Ernst Hans (1997). La historia del arte. Madrid. ISBN 978-84-8306-044-5. Текст „Ernst Gombrich” игнорисан (помоћ); Непознати параметар |editorial= игнорисан [|publisher= се препоручује] (помоћ)
- Brown, Jonathan (2008). Collected Writings on Velazquez. Yale University Press. ISBN 978-0-300-14493-2.
- Palomino, Antonio (1988). El museo pictórico y escala óptica III. El parnaso español pintoresco laureado. Madrid: Aguilar S.A. de Ediciones. ISBN 978-84-03-88005-4.